# اجاق گاز آگا

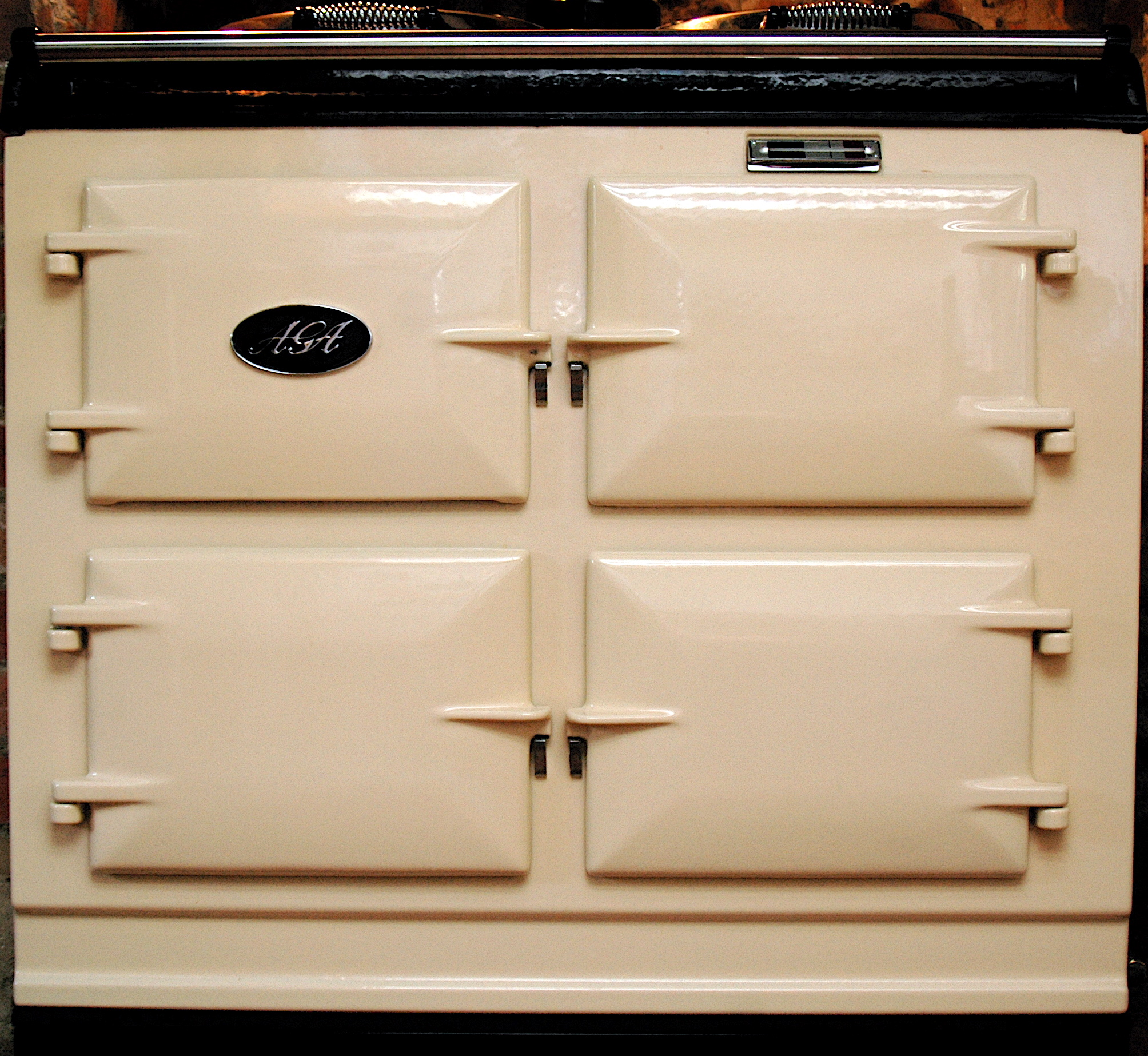
یک اجاق گاز سه فری امروزی آگا. چیزی که به نظر می رسد درِ چهارم کوره باشد، درِ مشعل است.

اجاق گاز آگا (به انگلیسی: Aga Range Cooker) یک اجاق گاز سوئدی است. این اجاق گاز ابتدا در سوئد تولید شد و از ۱۹۵۷ بیشتر تولیدات آن در بریتانیا بوده است. در سال ۲۰۱۵، شرکت تولیدی AGA Cooker بریتانیا، توسط شرکت آمریکایی، میدلبای خریداری شد. اجاق‌های آگا به دلیل طراحی منحصر به فرد، کارایی و طول عمر بالا، همچنان محبوبیت خود را در بین بسیاری از خانواده‌ها حفظ کرده‌اند.

## پیشینه
اجاق گاز آگا در سال ۱۹۲۲ توسط گوستاف دالن، فیزیک‌دان برنده جایزه نوبل،  اختراع شد. دالن، که به عنوان مهندس ارشد شرکت سوئدی آگا فعالیت می‌کرد، پس از یک حادثه که منجر به از دست دادن بینایی‌اش شد، این اجاق گاز را طراحی کرد. او با هدف ساخت یک اجاق گاز کارآمد و آسان برای استفاده، این محصول را توسعه داد.

## مصرف انرژی
اجاق گاز آگا از اصل ذخیره‌سازی گرما استفاده می‌کند و شامل دو صفحه گرم و دو فر در یک واحد است. این اجاق‌ها ابتدا برای سوزاندن زغال‌سنگ یا آنتراسیت طراحی شده بودند. اجاق گاز آگا در سال ۱۹۲۹ به بازار بریتانیا معرفی شد و از اوایل دهه ۱۹۳۰ در آن‌جا تولید می‌شد. محبوبیت این اجاق‌ها در بین خانواده‌های طبقه متوسط و بالای جامعه بریتانیا منجر به ایجاد اصطلاح «AGA saga» در دهه ۱۹۹۰ شد که به داستان‌هایی با تمرکز بر زندگی این طبقه اجتماعی اشاره دارد.
این اجاق‌ها به دلیل مصرف بالای انرژی نیز مورد انتقاد قرار گرفته‌اند. به عنوان مثال، یک مدل دو فر سنتی که با گاز کار می‌کند، حدود ۴۲۵ کیلووات ساعت در هفته انرژی مصرف می‌کند، که تقریباً ۳۸ برابر بیشتر از یک اجاق گاز استاندارد است. با این حال، شرکت تولیدکننده اقداماتی را برای کاهش مصرف انرژی انجام داده است. مدل‌های جدیدتری طراحی شده‌اند تا هنگام عدم استفاده خاموش شوند و انرژی کمتری مصرف کنند.

## مدل‌های جدید
در سال ۲۰۱۵، شرکت تولیدی AGA Rangemaster Group توسط شرکت آمریکایی میدلبای خریداری شد. اجاق‌های آگا  در مدل‌های دو، سه، چهار و پنج فر تولید می‌شوند. مدل‌های کلاسیک آگا همیشه روشن هستند، اما مدل‌های جدیدتر مانند آگا۶۰، تمام‌کنترلی و سری ۳ قابلیت خاموش و روشن‌شدن دارند.
اجاق‌های آگا به دلیل طول عمر بالا شناخته شده‌اند و بیش از ۵۰ سال کار می‌کنند. در سال ۲۰۰۹، به مناسبت هشتادمین سالگرد تأسیس، شرکت آگا با همکاری روزنامه دیلی تلگراف یک مسابقه برگزار کرد تا قدیمی‌ترین اجاق گاز آگا که هنوز در حال استفاده است را پیدا کند. برنده این مسابقه یک اجاق گاز نصب شده در سال ۱۹۳۲ بود که متعلق به خانواده‌ای از ساسکس بود.

## تبلیغات
دیوید آگیلوی، که بعدها به عنوان یکی از پیشگامان در حوزه تبلیغات شناخته شد، در ابتدا به عنوان فروشنده اجاق‌های آگا مشغول به کار بود. او در سال ۱۹۳۵، کتابچهٔ «راهنمای فروش اجاق گاز آگا» را نوشت که نقش مهمی در معرفی و فروش این محصول داشت. این کمپین تبلیغاتی بعدها موجب شهرت استودیو آگیلوی شد.